# 알레한드로 페레스
알레한드로 카오 데 베노스 데 레스 이 페레스(스페인어: Alejandro Cao de Benos de Les y Pérez, 문화어: 알레한드로 까오 데 베노스, 1974년 ~ )는 스페인 타라고나 출신으로 조선민주주의인민공화국을 지지하는 조선친선협회(朝鮮親善協會, Korean Friendship Association, 약칭 KFA)의 회장으로서 1990년 이후로 조선민주주의인민공화국에 대한 지지 활동을 벌이고 있는 인물이다. 조선식 이름은 조선일(朝鮮一)로, "조선은 하나다"라는 뜻을 담고 있으며, 조선민주주의인민공화국 정부로부터 공인된 이름이다. 외국 국적자로는 유일한 북한 공무원이다.

## 생애
15세부터 스페인의 스탈린주의 정당인 인민공산당의 공산주의청년단에 입단했다. 1993년 그레나다에서 스페인-조선 공산주의자 사이의 친선 회의를 개최하였다.
조선민주주의인민공화국 정부 대외문화련락위원회(對外文化聯絡委員會)로부터 명예훈장을 수여받은 바 있으며, 조선민주주의인민공화국 정부의 관제 언론인 조선중앙통신에서 종종 그의 활동을 다루고 있다. 스페인 타라고나, 카탈로니아, 포르투갈 리스본 등에서 거주하였으며, IT 컨설던트 경력이 있는 것으로 알려졌다. 조선친선협회 홈페이지는 대한민국에서 불법정보사이트로 지정되어 있어 접속이 불가능하다. 2016년 5월, 스페인어권 인터넷 매체 HispanoPost에 올린 영상물을 통해 미국과 쿠바의 수교를 비난했는데, 북한 당국의 초조함이 반영된 반응으로 평가된다.
2016년 6월 14일, 바르셀로나 근교에서 무기밀매 혐의로 체포되었다. 이튿날 보석금을 내고 가석방됐지만, 담당 법원은 북한당국과의 무기밀매 가능성 등에 대한 수사가 계속 진행될 것이라며 그에게 보름에 한 번씩 법정에 출두할 것을 명령했다.

## 평가
- 영국 노팅엄트렌트대학의 북한 전문가인 버지니 그르젤직은 페레스의 활동이 북한 체제를 정당화한다고 지적하면서, "대안을 찾으려는 일종의 반자본주의 운동"이라고 분석했다.[2]
- 일부 보수 성향의 전문가들은 "자신의 권력과 경제적 이득을 위해 친북 노선을 걷는 것"이라고 평가했다.[5]

## 같이 보기
- 김명철 (작가)